# Viața ca un joc video
Viața ca un joc video este un serial de comedie creat de către Devin Bunje și Nick Stanton, și produs de către Devin Bunje, Nick Stanton, și Jim O'doherty pentru Disney XD. Seria are ca staruri pe Cameron Boyce, Murray Wyatt Rundus, Felix Avitia, și Sophie Reynolds. Seria a avut premiera pe 22 iulie 2015.

## Poveste
Tânărul gamer profesionist, Conor, este nevoit să meargă la liceu pentru prima dată, după ce are un mic accident la degetul mare. Încercând să se adapteze la noul stil de viață, se concentrează asupra prieteniei și privește viața ca un joc video.

## Actori și personaje

### Principalele
- Cameron Boyce - Conor
- Murray Wyatt Rundus - Wendell
- Felix Avitia - Franklin
- Sophie Reynolds - Ashley

### Periodice
- Joe Hursley - Domnul Spanks
- Paula Sorge - Principal Nordahl
- Lauren Pritchard - Janice
- Boogie - Billy

## Episoade
| Sezon | Sezon | Episoade | Difuzare originală | Difuzare originală | Difuzare România  | Difuzare România | Difuzare România |
| Sezon | Sezon | Episoade | Premieră sezon     | Final sezon        | Premieră sezon    | Final sezon      |                  |
| ----- | ----- | -------- | ------------------ | ------------------ | ----------------- | ---------------- | ---------------- |
|       | 1     | 21       | 22 iulie 2015      | 23 martie 2016     | 19 noiembrie 2016 | 6 mai 2017       |                  |
|       | 2     | 16       | 18 iulie 2016      | 27 noiembrie 2017  | 6 noiembrie 2017  | 3 iunie 2017     |                  |

## Producție
Pe 14 octombrie 2015 s-a anunțat că producția primului sezon a fost terminată. Un al doilea sezon a fost anunțat pe 20 noiembrie 2015.

## Difuzare
În Canada seria a avut premiera pe Disney Channel pe 5 septembrie 2015, apoi s-a mutat la Disney XD pe 1 decembrie 2015.

## Premiere internaționale
| Țara       | Canal                      | Data premierii                                               | Titlul                                  |  |
| ---------- | -------------------------- | ------------------------------------------------------------ | --------------------------------------- |  |
| SUA        | Disney XD                  | 22 iulie 2015                                                | Gamer's Guide to Pretty Much Everything |  |
| Brazilia   | Disney XD                  | 14 noiembrie 2015                                            | Gamer's Guide to Pretty Much Everything |  |
| Germania   | Disney XD                  | 4 ianuarie 2016                                              | Gamer's Guide to Pretty Much Everything |  |
| Polonia    | Disney Channel             | 4 ianuarie 2016                                              | Gamer's Guide to Pretty Much Everything |  |
| Italia     | Disney XD                  | 11 ianuarie 2016                                             | Gamer's Guide to Pretty Much Everything |  |
| Spania     | Disney XD , Disney Channel | 23 ianuarie 2016 (Disney XD) 4 aprilie 2016 (Disney Channel) | Gamer's Guide to Pretty Much Everything |  |
| Portugalia | Disney Channel             | 29 februarie 2016                                            | Manual do Jogador para Quase Tudo       |  |
| Franța     | Disney XD , Disney Channel | 18 mai 2016 (Disney XD) august 2016 (Disney Channel)         | Gamer’s Guide to Pretty Much Everything |  |
| România    | Disney Channel România     | 19 noiembrie 2016                                            | Viața ca un joc video                   |  |

## Legături externe
- Site web oficial
- Gamer's Guide to Pretty Much Everything la Internet Movie Database